# Knut Kircher
Knut Kircher (Hirschau, 2 de fevereiro, 1969) é um árbitro da Alemanha.
E um árbitro de categoria internacional.